# Schistosomatidae
De familie Schistosomatidae is een groep van parasitaire platwormen (Platyhelminthes). De soorten uit diverse soorten zijn de veroorzakers van de ziekte bilharzia.

## Taxonomische indeling
- Familie Schistosomatidae
  - Geslacht Austrobilharzia
  - Geslacht Bilharziella
  - Geslacht Dendrobilharzia
  - Geslacht Gigantobilharzia
  - Geslacht Heterobilharzia
  - Geslacht Microbilharzia
  - Geslacht Ornithobilharzia
  - Geslacht Schistosoma
  - Geslacht Schistosomatium
  - Geslacht Trichobilharzia